# Aleur (rejon nerczyński)
Aleur (ros. Алеур) – wieś w Rosji, w Kraju Zabajkalskim, w rejonie nerczyńskim. W 2010 liczyła 213 mieszkańców.